# Michael Haas (Fußballspieler)
Michael Haas (* 15. Dezember 1963) ist ein vormaliger deutscher Fußballspieler.

## Sportlicher Werdegang
Haas spielte in der Jugend beim SC Elzach, den er in Richtung Freiburger FC verließ. Nach dem Abstieg des Klubs aus der 2. Bundesliga in die Fußball-Oberliga Baden-Württemberg war der Torwart im Sommer 1982 Teil des Umbruchs beim Deutschen Meister von 1907, als etliche Spieler wie Jörg Linsenmaier, Uwe Stächelin oder Heikki Turunen aus der Jugend oder benachbarten Amateurvereinen zur Wettkampfmannschaft geholt wurden. Hinter Wolfgang Dotzauer und dem ebenfalls aus der Jugend geholten Clemens Emmler war er unter Trainer Hans Linsenmaier in der Spielzeit 1982/83 dritter Torhüter und bestritt vier Saisonspiele. Nach einem Trainerwechsel zu Lutz Hangartner konnte er im Lauf der folgenden Spielzeit sich über lange Strecken als Nummer 1 festspielen und gewann mit dem Klub die Oberligameisterschaft vor dem Offenburger FV. In der Aufstiegsrunde zur 2. Bundesliga stand er in allen sechs Spielen in der Startformation, musste aber bei der abschließenden 1:4-Niederlage beim FC 08 Homburg verletzungsbedingt ausgewechselt werden. Mit nur einem Sieg gegen das spätere Schlusslicht TSV 1860 München verpasste er mit der Mannschaft die Rückkehr in den Profifußball. Nachdem Dotzauer in der Spielzeit 1984/85 bis zur Winterpause zwischen den Pfosten gestanden hatte, kehrte Haas 1985 wieder als Stammspieler ins Tor zurück. Nachdem der Rückstand auf den späteren Oberligameister SV Sandhausen zum Jahreswechsel bereits sieben Punkte betragen hatte, wuchs dieser bis zum auf dem achten Tabellenplatz erfolgten Saisonende auf elf Punkte an. Dotzauer verabschiedete sich anschließend zum Karriereausklang in Richtung zweite Mannschaft, Haas stand bei der Vizemeisterschaft am Ende der Spielzeit 1985/86 hinter Zweitligaabsteiger SSV Ulm 1846 in allen 36 Ligaspielen im Tor. Mit 34 Gegentreffern stellten die Breisgauer dabei die beste Abwehr der Liga, es fehlten jedoch fünf Punkte auf den Spitzenreiter. In der Deutschen Amateurmeisterschaft 1986 traf Haas mit dem FFC auf Wormatia Worms, nach einer 1:2-Hinspielniederlage gelang im Rückspiel nach 0:2-Rückstand nur noch ein das Ausscheiden bedeutendes 2:2-Remis. In der anschließenden Saison war er unter Trainer Uli Bruder mit 34 Spieleinsätzen zwar erneut Dauerbrenner, als Tabellenvierter verpasste die Mannschaft jedoch erneut die Aufstiegsrunde zur 2. Bundesliga.
Haas folgte im Sommer 1987 einem Angebot des Lokalrivalen SC Freiburg, bei dem sich der bisherige Stammtorhüter Siegfried Grüninger in Richtung TSV 1860 München verabschiedet hatte und dem bisherigen Ersatzmann Stephan Lehmann die Rolle als neue Nummer 1 nicht zugetraut wurde. Vor Klemens Hartenbach war Haas auf Anhieb Stammspieler und verpasste in der Zweitligasaison 1987/88 in der Mannschaft um Alfons Higl, Joachim Löw, Fred Schaub und Souleyman Sané unter Trainer Jörg Berger keine Spielminute. Nach einer Verletzung im Ligaspiel gegen den FC 08 Homburg am 13. Spieltag der  folgenden Spielzeit wurde er zeitweise von Hartenbach ersetzt, behauptete aber nach Wiedergenesung seinen Stammplatz auch unter Bergers Nachfolgern Fritz Fuchs und Uwe Ehret. Zu Beginn der Zweitligasaison 1989/90 kam es unter Neutrainer Lorenz-Günther Köstner sowie dessen Nachfolger Uwe Ehret kurzzeitig zum Duell mit Hartenbach um die Stammtorhüterposition, zeitweise kamen beide jeweils in kurzen Serien hintereinander zum Einsatz. Letztlich setzte sich aber erneut Haas als Stammtorhüter durch und Hartenbach ging im Sommer 1990 den umgekehrten Weg in Richtung Freiburger FC. Zur Spielzeit 1990/91 übernahm Eckhard Krautzun den Trainerposten beim SC Freiburg, der den nach der Wende vom FC Rot-Weiß Erfurt verpflichteten Gerd Sachs zum neuen Stammtorhüter ernannte. In der Rückrunde kehrte Haas ins Tor zurück, musste aber für die letzten Saisonspiele erneut dem Konkurrenten Platz machen und blieb verletzungsbedingt zu Beginn der folgenden Saison weiterhin ohne Einsatz, so dass er nach 118 Zweitligaspielen für den SC Freiburg in den Amateurbereich zum FC Prechtal wechselte.
Später war Haas im Amateurbereich als Trainer tätig und betreute unter anderem den FC Rimsingen sowie den FC Gundelfingen. Im Juli 2001 wechselte er als bis dato Torwarttrainer am Stützpunkt Freiburg des Südbadischen Fußballverbandes als Cheftrainer zum FC Schonach. Später kehrte er zum SC Freiburg zurück und arbeitete als Assistent der in der Bundesliga spielenden Frauenmannschaft. Nach der Trennung von Alexander Fischinger im September 2008 war er kurzzeitig Interimstrainer, ehe mit Günter Rommel ein Nachfolger gefunden wurde. Anschließend kehrte er an der Seite von Torwarttrainerin Elke Walther und dem ehemaligen Skispringer Alexander Herr wieder in die Assistenztrainerrolle zurück.